# Rogério Augusto das Neves
Rogério Augusto das Neves (São José dos Campos, 30 de dezembro de 1966) é um prelado brasileiro da Igreja Católica, bispo auxiliar da Arquidiocese de São Paulo.

## Biografia
Nascido em 30 de dezembro de 1966 em São José dos Campos, em São Paulo, estudou Direito Civil nas Faculdades Integradas de São José dos Campos (1990) e, entrou no seminário, estudando filosofia no Instituto de Teologia e Filosofia Santa Teresinha em São José dos Campos (1994) e teologia da Faculdade Dehoniana de Taubaté (1998). Ele então se especializou na Direito Canônico, primeiro ganhando a licença no Instituto de Direito Canônico "Pe. Dr. Giuseppe Benito Pegoraro" (2000) e depois o doutorado na Pontifícia Universidade Lateranense de Roma (2003).
Em 3 de julho de 1999, ele recebeu a ordenação sacerdotal e foi incardinado na Diocese de São José dos Campos, na qual ele realizou os seguintes serviços: vigário paroquial de Nossa Senhora do Perpétuo Socorro (1999-2002), na Paróquia São José (2003) e na Paróquia Sagrado Coração de Jesus (2005-2010); reitor do seminário da filosofia (2005-2009); sacerdote da Paróquia de São Benedito (2003-2004) e de São João Bosco (2010-2015); juiz e vigário judicial adjunto no Tribunal Interdiocesano de Aparecida; Membro do Conselho de Consultoria e do Conselho Presbiteral.
Professor de Direito Canônico, ensina na Faculdade Católica de São José dos Campos e em São Paulo, no Centro Universitário Salesiano e na Faculdade de São Bento. A partir de 2015 até agora é um padre paroquial de Nossa Senhora da Soledade em São José dos Campos.
Em 3 de março de 2022, o Papa Francisco o nomeou como bispo auxiliar de São Paulo, com a sua consagração como bispo titular de Lares ocorrendo em 1 de maio seguinte, em São José dos Campos, pelas mãos de Dom Odilo Pedro Scherer, cardeal-arcebispo de São Paulo, coadjuvado por Dom José Valmor César Teixeira, S.D.B., bispo de São José dos Campos e Dom Moacir Silva, arcebispo de Ribeirão Preto.
É o atual vigário episcopal para a Região Sé.